# Sonny Allen
William Russell Allen, detto Sonny (Moundsville, 8 marzo 1936 – Reno, 11 settembre 2020), è stato un cestista e allenatore di pallacanestro statunitense, attivo nella NCAA e nella WNBA.

## Palmarès
- WBL Coach of the Year (1990)